# Майонез

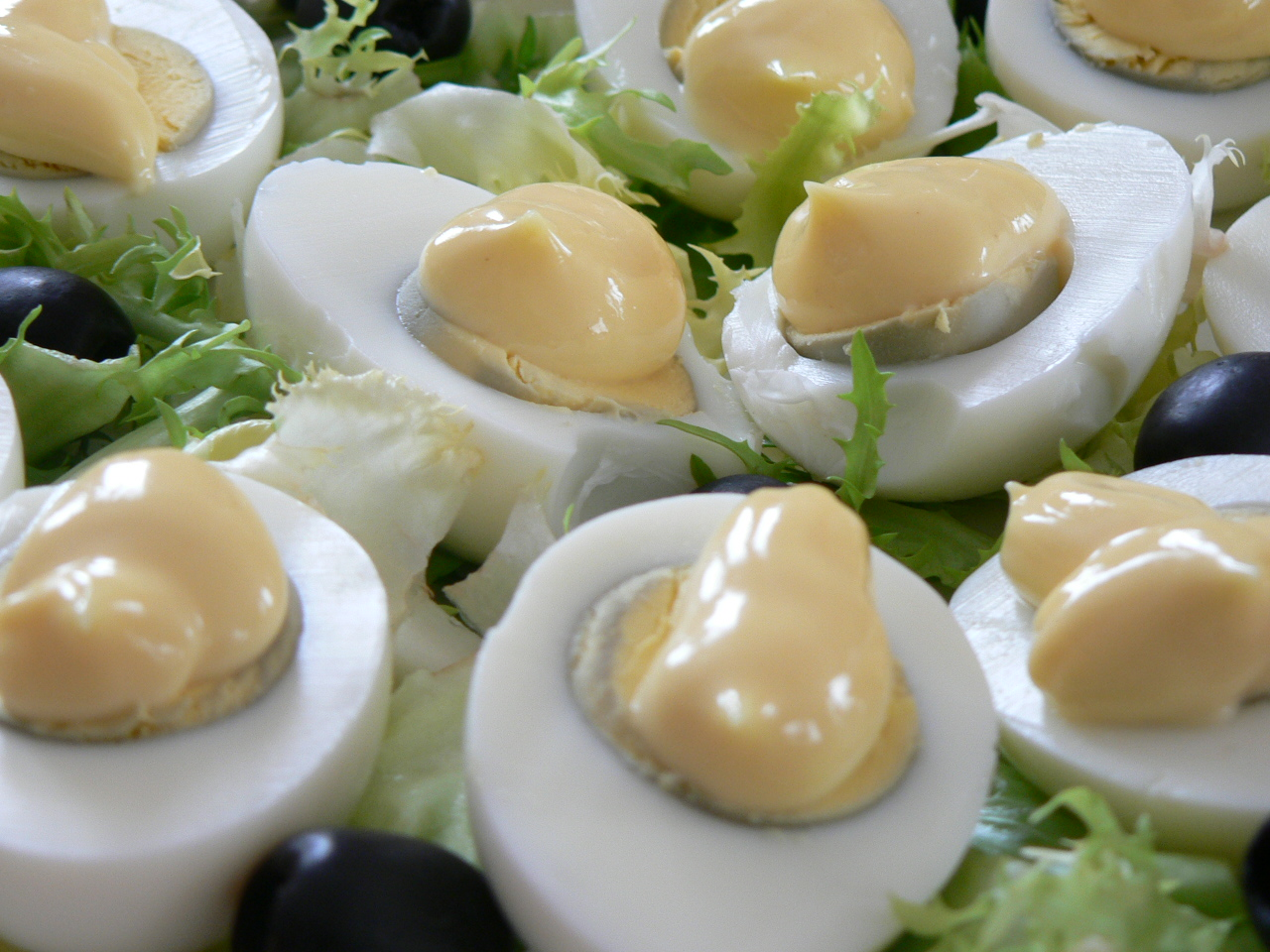
Майонез, намащений на яйця.

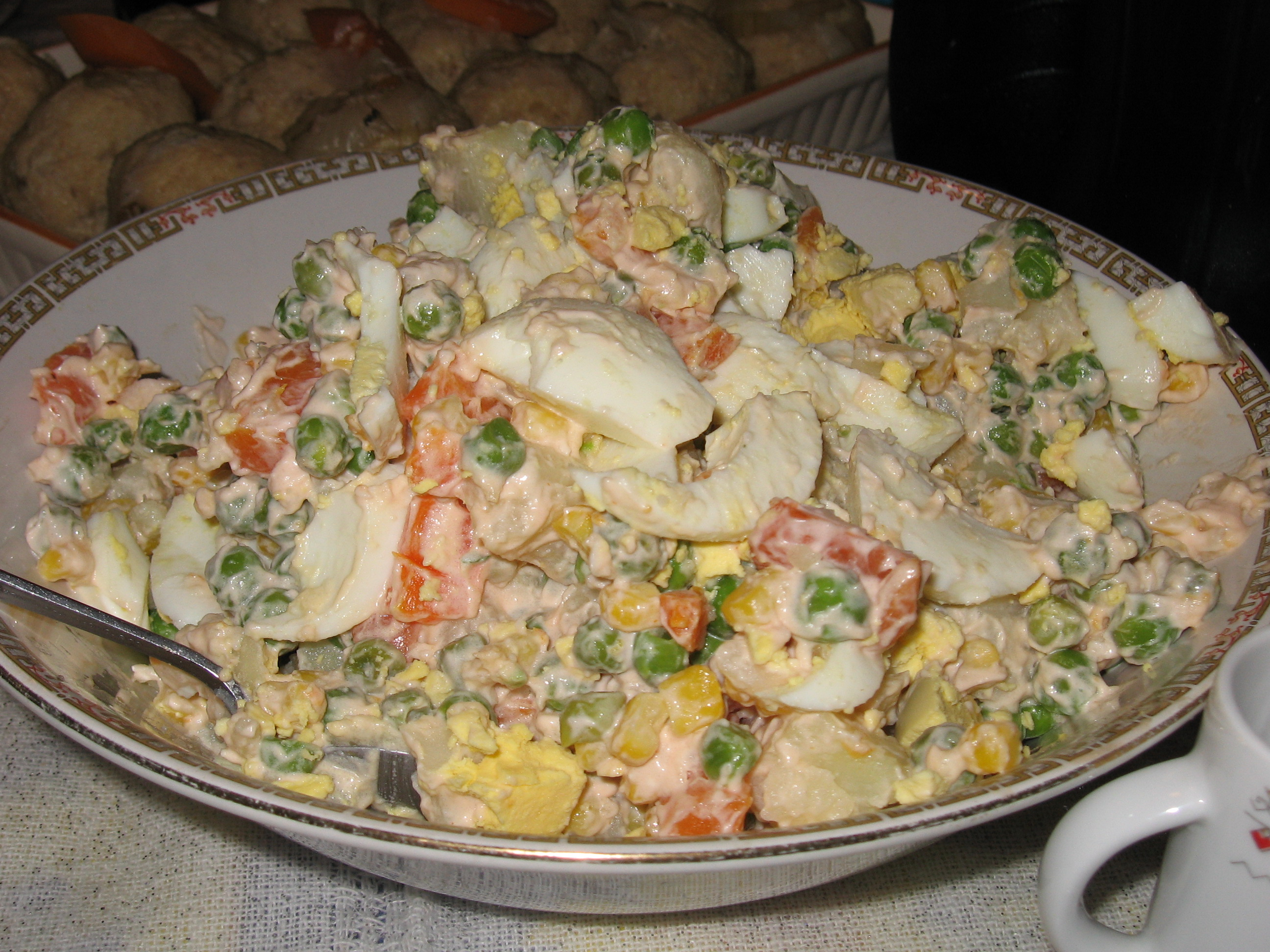
Страва, заправлена майонезом.

Майоне́з (фр. mayonnaise) — холодний яєчно-олійний соус. Спочатку був притаманний французькій кухні, звідки його запозичили практично усі розвинуті народи світу. В сучасній кулінарії відомий по всьому світу, часто використовується як напівфабрикат для приготування інших страв, зокрема запікання м'яса. В українській кухні відомий з XX століття, раніше фігурував під місцевою назвою жовте́ць, наданою за основним складником — жовтками курячих яєць.

## Історія
За однією з версій[джерело?], слово «майонез» — географічного походження і пов'язане з назвою міста Мао — столиці іспанського острова Менорка, що входить до складу Балеарських островів. Як вказано в одному з французьких енциклопедичних словників, Мао був завойований герцогом Рішельє. У 1757 році англійці обложили це місто. У французів вичерпалися запаси продовольства, за винятком яєць і оливкової олії. З цих продуктів кухарі готували яєчню і омлети, які неабияк набридли французьким офіцерам. Герцог Рішельє наказав своєму кухареві приготувати яку-небудь нову страву. Меткий кухар збив яйця з олією і приправив цю суміш прянощами. Вподобаний соус назвали «майонезом», на честь міста Мао. За іншою версією[джерело?] винахід майонезу пов'язаний з ім'ям герцога Луї Крільонського, який захопив місто Мао.

## Приготування
Обов'язковими складниками для приготування майонезу є жовтки курячих яєць, олія, оцет і сіль. Жовтки іноді замінюють цілими яйцями, а оцет — лимонним соком. Крім того, для поліпшення смаку часто додають щіпку цукру, гірчицю, пряну зелень. Деякі сорти майонезу готуються без яєць, з використанням рослинного або молочного білка.
Промисловий майонез є мультикомпонентною системою та являє собою емульсію типу «олія у воді», до складу якої входять: рафінована і дезодорована олія, вода, емульгатори, стабілізатори, структуроутворювачі, а також смакові, функціональні та інші харчові добавки.

## Класифікація емульсійних соусів (майонезів)
У Радянському Союзі популярністю[джерело?]користувався майонез «Провансаль», що вироблявся на багатьох жироолійних комбінатах. Рецепт і склад майонезу суворо[джерело?] регламентувався державним стандартом. Майонез вироблявся з традиційних[джерело?] продуктів: соняшникової олії, води, яєчного порошку, сухого молока, солі, цукру, гірчичного порошку, оцту — і мав жирність 67 %[джерело?].
В Україні майонез виготовляють згідно ДСТУ 4487:2015.
- У країнах СНД майонези поділяються на групи залежно від масової частки жиру[джерело?]:

− висококалорійні (масова частка жиру від 55 %);

− середньокалорійні (масова частка жиру 40-55 %);

− низькокалорійні (масова частка жиру до 40 %).

- Класифікація зарубіжних емульсійних харчових продуктів така[джерело?]:

− Майонез (масова частка жиру 80 %);

− Салатний майонез (масова частка жиру 70-75 %);

− Салатний соус (dressing — масова частка жиру 49-20 %).

## Термін придатності

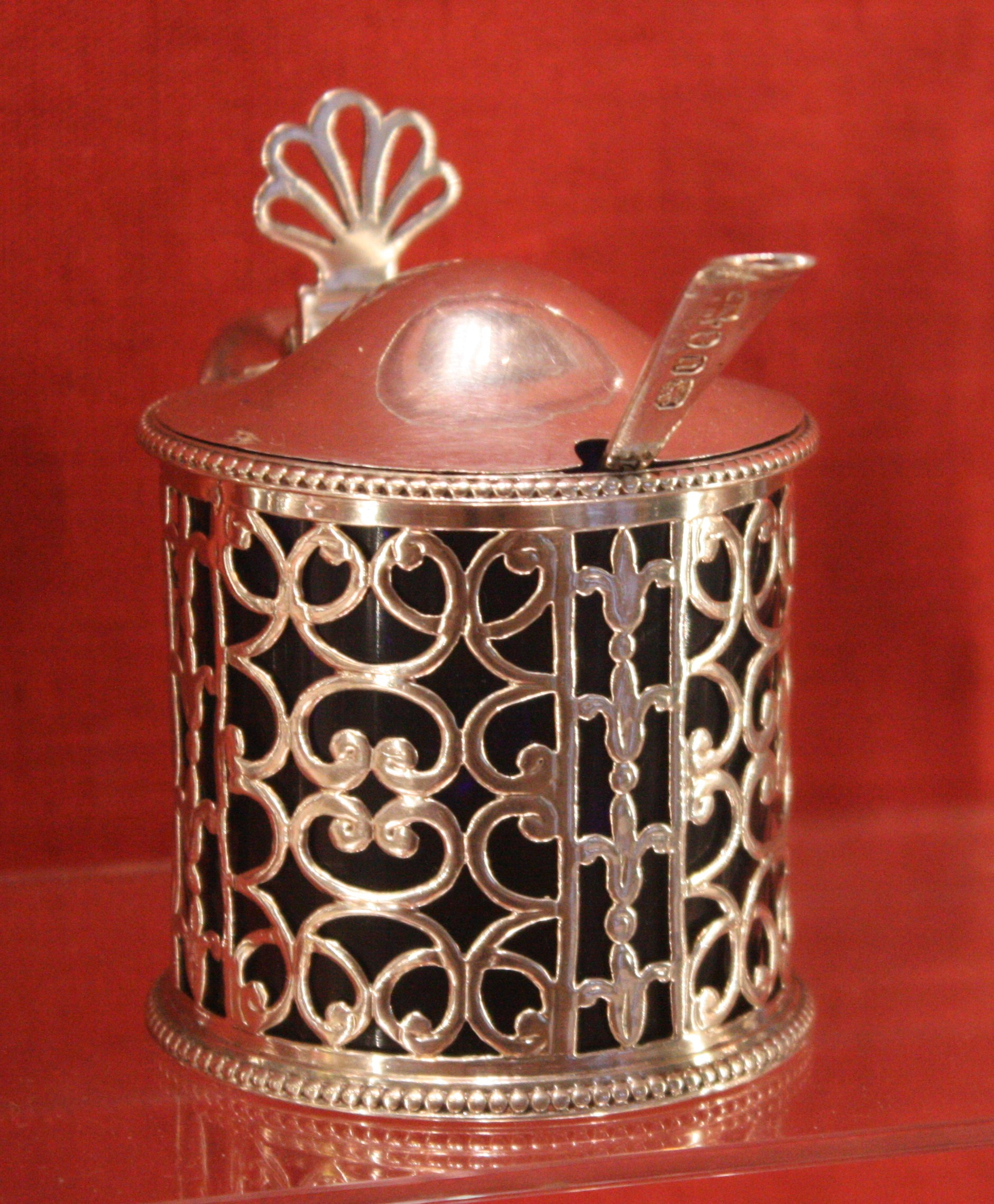
Срібний контейнер для майонеза
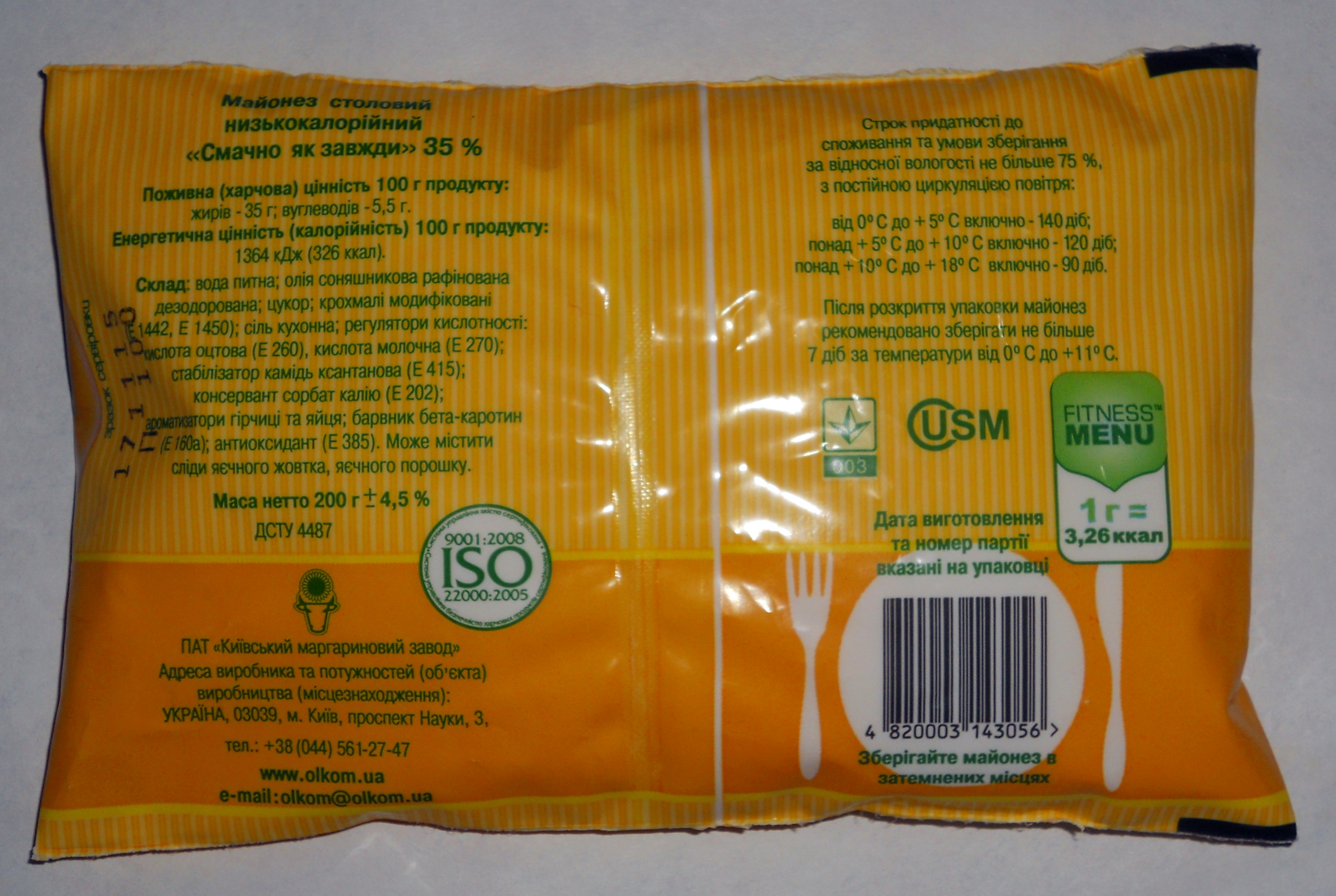
Майонез «Олком» (зворотня сторона)

Оригінальний майонез зберігається всього декілька[уточнити] днів, оскільки він складається із продуктів, що швидко псуються. Для збільшення терміну придатності виробники використовують консерванти. Термін придатності майонезів різних торгових марок коливається від 1 до 7 місяців. Деякі виробники пишуть на упаковці про натуральність інгредієнтів, замовчуючи при цьому про присутність консервантів[джерело?]. Без консервантів термін придатності не може перевищувати 1-2 тижнів[джерело?]. Так, у холодильнику майонез «Олком» (на фото) зберігається запакованим від 90 діб до 140 діб, розпакованим лише 7 діб.

## Вплив на організм
Промисловий майонез є всього лише смакова приправа до їжі. Корисність майонезу вельми сумнівна незалежно від торгової марки і сорту. Можливо лише говорити про нешкідливість промислового продукту.

## Шкода здоров'ю
Майонез займає третє місце у рейтингу шкідливих продуктів харчування завдяки вмісту канцерогенних транс-жирів.